# Chérubin
Chérubin (título original en francés; en español, Querubín) es una ópera (Comédie chantée) en tres actos con música de Jules Massenet y libreto en francés de Francis de Croisset y Henri Cain basado en una obra de teatro homónima de Croisset. Se estrenó en la Ópera de Montecarlo el 14 de febrero de 1905, con Mary Garden en el rol titular.
La historia es un añadido ligero a las obras de Beaumarchais dedicadas a Fígaro. La acción se desarrolla después de Las bodas de Fígaro, e imagina festividades en conmemoración de la primera comisión militar de Chérubin (Cherubino) y su decimoséptimo cumpleaños. Sobreviene un lío absurdo, provocado por Chérubin que desea a todos y cada uno de los personajes femeninos, lo que provoca la confusión general. 
La pieza contiene alguna de la música más encantadora y resplandeciente de Massenet y ha tenido varias reposiciones contemporáneas, además de algunas grabaciones, desde 1980. La Royal Opera House en Londres la estrenó el 14 de febrero de 1994 en una producción protagonizada por Susan Graham en el rol titular junto a Angela Gheorghiu y María Bayo. La representación fue retransmitida.
Esta ópera rara vez se representa en la actualidad; en las estadísticas de Operabase Archivado el 14 de mayo de 2017 en Wayback Machine. aparece con solo 4 representaciones en el período 2005-2010.

## Personajes
| Personaje                           | Tesitura     | Reparto el 14 de febrero de 1905 Director: Léon Jehin |
| ----------------------------------- | ------------ | ----------------------------------------------------- |
| Querubín (Joven noble)              | soprano      | Mary Garden                                           |
| El Filósofo (Preceptor de Querubín) | bajo         | Maurice Renaud                                        |
| Ensoleillad (Cantante)              | soprano      | Lina Cavalieri                                        |
| Nina (Enamorada de Querubín)        | soprano      | Marguerite Giraud-Carré                               |
| El Conde                            | barítono     | Henri-Alexandre Lequien                               |
| La Condesa                          | soprano      | Doux                                                  |
| El Barón                            | barítono     | Victor Chalmin                                        |
| La Baronesa                         | mezzosoprano | Blanche Deschamps-Jéhin                               |
| El Duque                            | tenor        | Nerval                                                |
| Ricardo (Un capitán)                | tenor        | Paz                                                   |
| Posadero                            | barítono     | Poudrier                                              |